# 本多忠徳
本多 忠徳（ほんだ ただのり）は、江戸時代後期の大名・若年寄。陸奥国泉藩の第5代藩主。官位は従五位下・越中守。忠以系本多家8代。

## 経歴
文政元年（1818年）9月18日、第4代藩主・本多忠知の3男として誕生。兄が早世したため、世子となる。天保7年（1836年）に父が隠居し家督を継いだ。
藩政では、藩校・汲深館を設立し、文武奨励・藩風の一新・文化の興隆を図った。
万延元年（1860年）6月12日、江戸で死去した。享年43。跡を弟で養子・忠紀が継いだ。
著書に「汲深斎日記」がある。

## 系譜
父母
- 本多忠知（父）
- お輝 ー 寺沢氏、側室（母）

正室
- 馨子 ー 柳沢保泰の娘

養子
- 本多忠紀 ー 実弟